# 乔·库珀
约瑟夫·爱德华·库珀（英語：Joseph Edward Cooper，1957年9月1日—），美国NBA联盟前职业篮球运动员。他在1981年的NBA选秀中第5轮第3顺位被新泽西篮网选中。